# Бушон, Базиль
Бази́ль Бушо́н (фр. Basile Bouchon), также Боашо́н (Boachon) — французский изобретатель, создатель автоматического ткацкого станка и перфоленты.
Подробности биографии неизвестны. Проживал в городе Лионе и был по одним данным — ткачом, по другим — торговцем. Упоминается в 1725 году, как изобретатель автоматического ткацкого станка. Принцип действия станка был подобен тому, что до этого применялся в механических игрушках Жака де Вокансона, за исключением того, что в качестве носителя информации использовалась перфорированная бумажная лента. Отверстия на перфоленте задействовали механизм, выбиравший необходимые нити, в результате чего на ткани образовывался рисунок. Позднее разработки Бушона были улучшены и доработаны Жан-Батистом Фальконом и Жозефом Мари Жаккаром. Некоторые исследователи называют станок Бушона первым компьютером в истории.